# Stereomerus lineatus
Stereomerus lineatus là một loài bọ cánh cứng trong họ Cerambycidae.